# Tiburzio Massaino
Tiburzio Massaino, també dit Massaini i Tiburtio (Cremona, abans de 1550 – Piacenza o Lodi, abans de 1608) fou sacerdot agustí i un compositor italià del Renaixement. Va ser un avançat de l'òpera dramàtica i fundador de la capella de la catedral de Salzburg.
Prengué l'hàbit de Sant Agustí a Piacenza i residí en aquest convent fins que fou traslladat a Roma per a desenvolupar les funcions de mestre de capella en la basílica de Santa Maria del Popolo que els agustins tenen en la capital del cristianisme. A Roma adquirí tal celebritat, en una època on els millors músics tenien assentament a Roma, que el 1580 fou cridat a Praga com a músic de l'emperador Rodolf II.
A aquesta època correspon el llibre Sacri cantus in quinque partibus contenti, imprès a Venècia, el mateix any. Poc temps va romandre a Praga Massaino, tornant molt aviat al seu convent de Roma, on apareix en una en una venerable i laboriosa senectut dedicat al pontífex Pau V l'any 1606 l'últim volum de les seves obres que feia el número 31 dels seus llibres de música religiosa.
Massaino assolí un gran fama d'excel·lent compositor, figurant les seves obres al costat dels més eximis polifonistes del segle en les col·leccions que com el Thesaurus litaniaru, de Giorgio Victorino (Monachii, 1596), i les Fiores selectissimarum missarum, de Matteo Potlier (Huturpice, 1650), recollien el més granat, exquisit i famós del gènere religiós.
Totes les seves obres es troben en 31 volums de les que no hi ha un catàleg bibliogràfic complet: no obstant es té notícia de les següents:
- Sacri modulorum concentus qui 6-10 et 12 vocibus...concini possunt (Venècia, 1567),
- Madrigali a 5 voci (Venècia, 1571),
- Concentus quinqué vocum in universos psalmos in Vesperis omnium Festorum per Totum annum frequentatos (Venècia, 1576),
- Missae quinqué et sex vocum (Venècia, 1578),
- Motectorum cum quinqué et sex vosibus, Salmi a 6 voci (Venècia, 1578),
- Motetti a 5 voci (Venècia, 1580),
- Liber primus cantionum ecclesiasticorum (Praga, 1580),
- Il quarto libro di Madrigali a 5 voci (Praga, 1594),
- Musica super threnos Jeremiae prophetae 5 vocibus (1599),
- Misse a otto voce (1600),
- Sacrarum cantionum 7 vocibus (1607).